# Listă a vicepreședinților Statelor Unite ale Americii după durata în funcție
Această pagină este o listă completă de vicepreședinți ai Statelor Unite ale Americii aranjați după durata în funcție. Singura interpretare discutabilă se referă la diferența dintre numărul de zile calendaristice comparată cu cea a diferenței dintre date; oricum, calculul ar indica o zi mai mult. 

## Ordonare după numărul de zile în funcție
| #  | Ordine în funcție | Vicepreședinte     | Durata termenului măsurată în zile | Explicație |
| -- | ----------------- | ------------------ | ---------------------------------- | --- |
| 1  | 6                 | Daniel Tompkins    | 2.922                              | Au servit două termene complete. |
| 1  | 28                | Thomas Marshall    | 2.922                              | Au servit două termene complete. |
| 1  | 36                | Richard Nixon      | 2.922                              | Au servit două termene complete. |
| 1  | 43                | George H. W. Bush  | 2.922                              | Au servit două termene complete. |
| 1  | 45                | Al Gore            | 2.922                              | Au servit două termene complete. |
| 1  | 46                | Dick Cheney        | 2.922                              | Au servit două termene complete. |
| 1  | 47                | Joe Biden          | 2.922                              | Au servit două termene complete. |
| 8  | 32                | John Nance Garner  | 2.880                              | A servit două termene complete, dar primul termen a fost scurtat conform celui de-al 20-lea amendament al Constituției SUA (în engleză, The 20th Amendment). |
| 9  | 1                 | John Adams         | 2.865                              | A servit două mandate complete, dar termenul inaugural a fost amânat întrucât Congresul Statelor Unite nu a fost statutar.                                   |
| 10 | 7                 | John C. Calhoun    | 2.857                              | Și-a dat demisia în cel de-al doilea termen ca să-și ocupe locul în Senat.                                                                                   |
| 11 | 4                 | George Clinton     | 2.605                              | A decedat în funcție în timpul celui de-al doilea mandat. |
| 12 | 39                | Spiro Agnew        | 1.724                              | Și-a dat demisia în timpul celui de-al doilea mandat fiind sub cercetare judiciară a Senatului.                                                              |
| 13 | 3                 | Aaron Burr         | 1.461                              | Au servit un termen complet. |
| 13 | 8                 | Martin Van Buren   | 1.461                              | Au servit un termen complet. |
| 13 | 9                 | Richard Johnson    | 1.461                              | Au servit un termen complet. |
| 13 | 11                | George Dallas      | 1.461                              | Au servit un termen complet. |
| 13 | 14                | John Breckinridge  | 1.461                              | Au servit un termen complet. |
| 13 | 15                | Hannibal Hamlin    | 1.461                              | Au servit un termen complet. |
| 13 | 17                | Schuyler Colfax    | 1.461                              | Au servit un termen complet. |
| 13 | 19                | William A. Wheeler | 1.461                              | Au servit un termen complet. |
| 13 | 22                | Levi Morton        | 1.461                              | Au servit un termen complet. |
| 13 | 23                | Adlai E. Stevenson | 1.461                              | Au servit un termen complet. |
| 13 | 26                | Charles Fairbanks  | 1.461                              | Au servit un termen complet. |
| 13 | 30                | Charles Dawes      | 1.461                              | Au servit un termen complet. |
| 13 | 31                | Charles Curtis     | 1.461                              | Au servit un termen complet. |
| 13 | 33                | Henry Wallace      | 1.461                              | Au servit un termen complet. |
| 13 | 35                | Alben Barkley      | 1.461                              | Au servit un termen complet. |
| 13 | 38                | Hubert Humphrey    | 1.461                              | Au servit un termen complet. |
| 13 | 42                | Walter Mondale     | 1.461                              | Au servit un termen complet. |
| 13 | 44                | Dan Quayle         | 1.461                              | Au servit un termen complet. |
| 13 | 48                | Mike Pence         | 1.461                              | Au servit un termen complet. |
| 13 | 49                | Kamala Harris      | 1.461                              | Au servit un termen complet. |
| 33 | 2                 | Thomas Jefferson   | 1.460                              | A servit un termen complet, dar anul 1800 nu a fost un an bisect.                                                                                            |
| 34 | 27                | James Sherman      | 1.338                              | A decedat în funcție. |
| 35 | 37                | Lyndon Johnson     | 1.036                              | A succedat la președinție. |
| 36 | 18                | Henry Wilson       | 993                                | A decedat în funcție. |
| 37 | 24                | Garret Hobart      | 992                                | A decedat în funcție. |
| 38 | 29                | Calvin Coolidge    | 881                                | A succedat la președinție. |
| 39 | 41                | Nelson Rockefeller | 763                                | Desemnat și confirmat la mijlocul termenului, ulterior nu a mai fost redesemnat.                                                                             |
| 40 | 5                 | Elbridge Gerry     | 629                                | A decedat în funcție. |
| 41 | 12                | Millard Fillmore   | 491                                | A succedat la președinție. |
| 42 | 21                | Thomas Hendricks   | 266                                | A decedat în funcție. |
| 43 | 40                | Gerald Ford        | 246                                | Desemnat și confirmat, dar a succedat la președinție. |
| 44 | 20                | Chester A. Arthur  | 199                                | A succedat la președinție. |
| 45 | 25                | Theodore Roosevelt | 194                                | A succedat la președinție. |
| 46 | 34                | Harry S. Truman    | 82                                 | A succedat la președinție. |
| 47 | 13                | William R. King    | 45                                 | A decedat în funcție. |
| 48 | 16                | Andrew Johnson     | 42                                 | A succedat la președinție. |
| 49 | 50                | J.D. Vance         | 62                                 | În funcție. |
| 50 | 10                | John Tyler         | 31                                 | A succedat la președinție. |

1. ↑  Vicepreședinte în funcție. Valoarea este calculată "la zi".

## Vacanțe ale postului aranjate după lungimea duratei absenței vreunui vicepreședinte
| Ordonare după lungimea absenței | Motiv | Început            | Sfârșit           | Președinte în timpul vacanței | Durată în zile |
| ------------------------------- | ----- | ------------------ | ----------------- | ----------------------------- | -------------- |
| 1                               | A     | 4 aprilie 1841     | 4 martie 1845     | John Tyler                    | 1.430          |
| 2                               | A     | 15 aprilie 1865    | 4 martie 1869     | Andrew Johnson                | 1.418          |
| 3                               | B     | 18 aprilie 1853    | 4 martie 1857     | Franklin Pierce               | 1.415          |
| 4                               | A     | 12 aprilie 1945    | 20 ianuarie 1949  | Harry S. Truman               | 1.379          |
| 5                               | A     | 14 septembrie 1901 | 4 martie 1905     | Theodore Roosevelt            | 1.267          |
| 6                               | A     | 19 septembrie 1881 | 4 martie 1885     | Chester A. Arthur             | 1.262          |
| 7                               | B     | 25 noiembrie 1885  | 4 martie 1889     | Grover Cleveland              | 1.195          |
| 8                               | A     | 9 iulie 1850       | 4 martie 1853     | Millard Fillmore              | 970            |
| 9                               | B     | 23 noiembrie 1814  | 4 martie 1817     | James Madison                 | 832            |
| 10                              | A     | 2 august 1923      | 4 martie 1925     | Calvin Coolidge               | 580            |
| 11                              | B     | 21 noiembrie 1899  | 4 martie 1901     | William McKinley              | 469            |
| 12                              | B     | 22 noiembrie 1875  | 4 martie 1877     | Ulysses Grant                 | 468            |
| 13                              | A     | 22 noiembrie 1963  | 20 ianuarie 1965  | Lyndon B. Johnson             | 425            |
| 14                              | B     | 20 aprilie 1812    | 4 martie 1813     | James Madison                 | 318            |
| 15                              | A     | 9 august 1974      | 19 decembrie 1974 | Gerald Ford                   | 132            |
| 16                              | B     | 30 octombrie 1912  | 4 martie 1913     | William Taft                  | 123            |
| 17                              | C     | 28 decembrie 1832  | 4 martie 1833     | Andrew Jackson                | 65             |
| 18                              | C     | 10 octombrie 1973  | 6 decembrie 1973  | Richard Nixon                 | 57             |

Explicațiile motivelor absenței vreunui vicepreședinte:
- A - Succesiune la președinție ca urmare a decesului sau a demisiei președintelui
- B - Decesul vicepreședintelui
- C - Demisia vicepreședintelui

Format:Liste Congress SUA